# Кокляєв Михайло Вікторович
Михайло Вікторович Кокляєв (рос. Михаи́л Ви́кторович Кокля́ев, нар. 17 грудня 1978, Челябінськ, РРФСР, СРСР) — російський стронгмен. 8-разовий чемпіон Росії з важкої атлетики у ваговій категорії понад 105 кг. Володар абсолютного рекорду Росії у мертвому зведенні — 417.5 кг. Майстер спорту міжнародного класу з важкої атлетики. Майстер спорту міжнародного класу з пауерліфтингу за версією WPC.
Займається важкою атлетикою з 13 років. Норматив Майстра спорту виконав у 16 років. Норматив Майстра спорту міжнародного класу з важкої атлетики виконав у 20 років. У 1997-2004 роках входив до складу спочатку молодіжної, а потім національної збірної Росії з важкої атлетики, був учасником молодіжних чемпіонатів світу (1997, 1998) і чемпіонатів Європи (2002, 2004).
Рефері і ведучий змагань з силового екстриму, також співведучий змагань з бодібілдингу та пауерліфтингу.
З 15 квітня 2023 року перебуває під санкціями РНБО, строком на п'ятдесят років, за антиукраїнську діяльність.

## Особисті показники
Пауерліфтинг (Без екіпіювання):
- Присідання з вагою: 360 кг
- Жим лежачи: 230 кг
- Станова тяга: 417.5 кг
- Сума: 1007.5 кг

Важка атлетика:
- Ривок: 210 кг
- Поштовх: 250 кг
- Сума: 460 кг